# 18. Kongresswahlbezirk von Pennsylvania

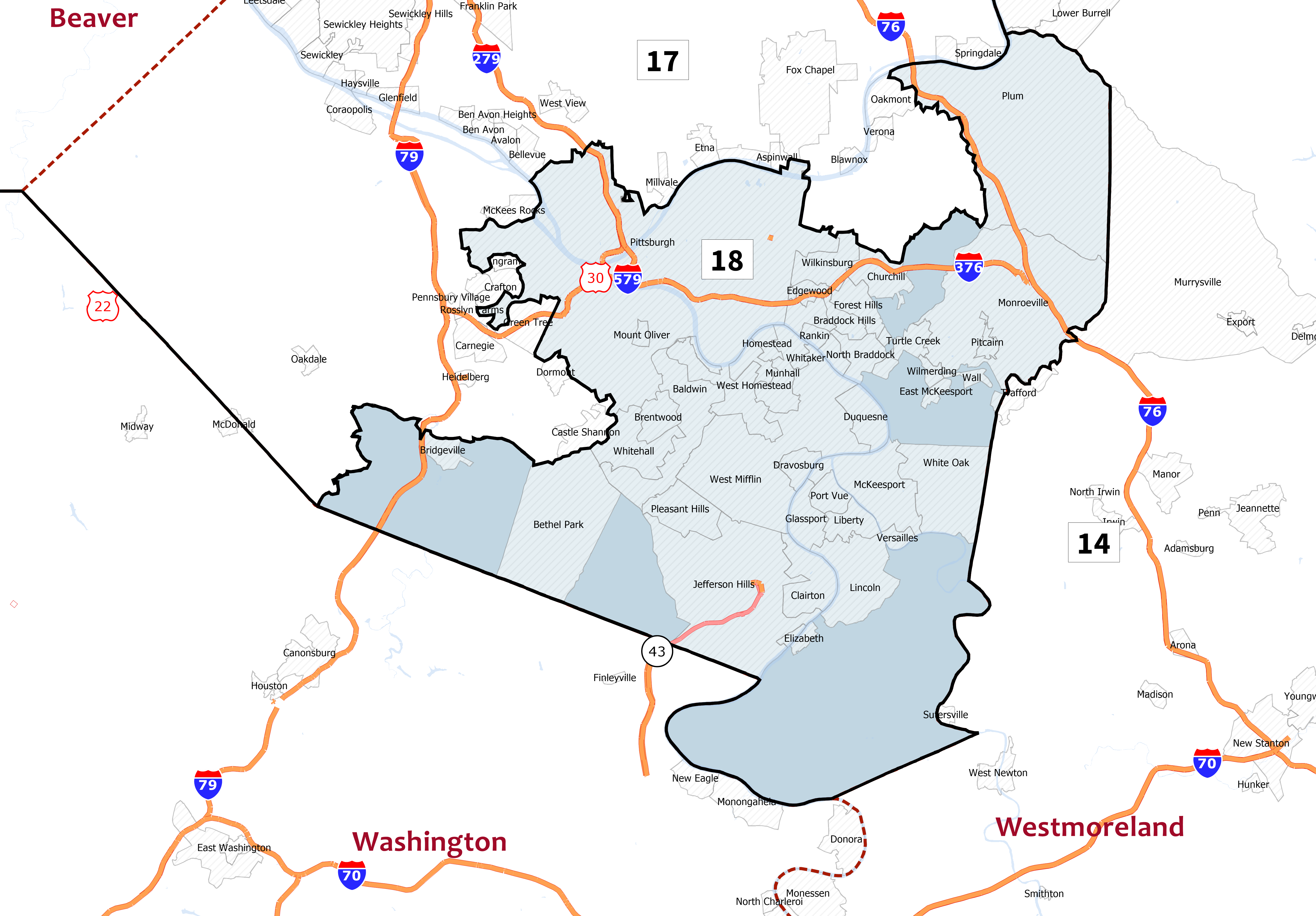
Der 18. Kongresswahlbezirk in den ab 3. Januar 2019 geltenden Grenzen.

Der 18. Kongresswahlbezirk von Pennsylvania ist ein Wahlbezirk zum Repräsentantenhaus der Vereinigten Staaten, der aus Teilen des Greene Countys, des Washington Countys, des Allegheny Countys und des Westmoreland Countys gebildet wurde. Vertreten wurde der Wahlbezirk von 2003 bis zum 21. Oktober 2017 durch den Republikaner Tim Murphy. Dessen Rücktritt hat eine außerordentliche Nachwahl ausgelöst, die den vakanten Sitz mit dem Demokraten Conor Lamb besetzt hat. Er vertritt den Bezirk seit dem 12. April 2018 im Kongress.
Durch ein Urteil des Obersten Gerichtshofs Pennsylvanias, das die bisherige Wahlkreiseinteilung als unfair verworfen hat (Gerrymandering), wird der 18. Kongresswahlbezirk nach der Wahl im November 2018 statt des ländlichen Südwestens Pennsylvanias einen Großteil der Innenstadt Pittsburghs umfassen und damit zu einer Hochburg der Demokraten werden. Der Großteil des bisherigen 18. Bezirks wird ab Januar 2019 vom zukünftigen 14. Kongresswahlbezirk von Pennsylvania umfasst.

## Geschichte
Der Bezirk in seiner aktuellen Gestalt bis Januar 2019 konzentriert sich auf die südlichen Vororte von Pittsburgh. Seine Bevölkerung besteht überwiegend aus Weißen, allerdings ist dieser Bezirk nach unterschiedlichen Kriterien abgegrenzt. Seine Grenzen sind auf eine Weise gezogen, dass an manchen Stellen Stadtviertel und sogar Straßen zwischen dem 18. Kongresswahlbezirk und den benachbarten Bezirken 12 und 14. In Teilen des östlichen Teils des Wahlbezirks liegt die eine Straßenseite im 12. und die andere im 18. Bezirk und im Westen des Wahlbezirks liegt die eine Straßenseite im 14. Wahlbezirk und die andere im 18. Wahlbezirk.
Obwohl in dem Wahlbezirk 70.0000 mehr Demokraten registriert sind als Republikaner, tendiert der Wahlbezirk seit Mitte der 1990er Jahre zunehmend zu den Republikanern. Der Wahlbezirk ist geprägt von zahlreichen Kohlegruben und die Energieindustrie ist ein wichtiger Arbeitgeber in dem Bezirk. Zum westlichen Teil des Bezirks gehören auch ländliche Regionen des Washington Countys sowie einige wohlhabende Vororte im nördlichen Teil des Countys. Dieser Teil des Washington County tendiert mehr zu den Republikanern als der Teil im benachbarten 9. Kongresswahlbezirk. Eine Reihe der südlichen Vororte Pittsburghs im Allegheny County gehören auch zu dem Bezirk. Diese reichen von traditionell wohlhabenden Gebieten wie Mt. Lebanon und Upper St. Clair, Mittelklasseortschaften wie Bethel Park und Scott Township bis zu Städten der Arbeiterklasse wie Elizabeth.
Die Bevölkerung des Wahlbezirks wird älter, und der Wahlbezirk hat die im Schnitt zweitälteste Wählerschaft im Bundesstaat.
Der Wahlbezirk erstreckt sich entlang der östlichen Vororte am Rand des Allegheny Countys, darunter der Großteil des Einkaufszentrums von Monroeville, und im westlichen Westmoreland County. Der mittlere Bereich des Westmoreland Countys mit Greensburg gehört ebenfalls zu diesem Wahlbezirk, außerdem die ländlichen Gebiete in den Ausläufern der Berge am östlichen Ende des Wahlbezirks. Das Westmoreland County hat sich zu einer Hochburg der Republikaner in Pennsylvania entwickelt.
Der Supreme Court of Pennsylvania hat entschieden, dass die Abgrenzung des Wahlbezirks gegen die Verfassung des Bundesstaates verstößt, und hat im Februar 2018 neue Grenzen festgelegt. 14. und 18. Wahlbezirk werden ihre Benennungen tauschen, und ihre Grenzen wurden angepasst. Diese Maßnahmen gelten noch nicht für die Spezialwahl im März 2018, sondern erst für die allgemeinen Wahlen zum Repräsentantenhaus im November 2018 und die Vertretung im Parlament danach.
Für die Wahl zum Repräsentantenhaus der Vereinigten Staaten 2018 tritt im neu zugeschnittenen 18. Wahlbezirk in der Innenstadt Pittsburghs der Mandatsträger des bisherigen 14. Wahlbezirks, der Demokrat Michael F. Doyle, an. Er siegte in der Vorwahl seiner Partei am 15. Mai 2018 gegen die Pastorin Janis Brooks mit 76 zu 24 Prozent der Stimmen und hatte bei der Hauptwahl im November keinen republikanischen Gegenkandidaten.

## Liste der Abgeordneten
| Representatives           | Partei                 | Wahlperiode                           | Wahlgeschichte |
| ------------------------- | ---------------------- | ------------------------------------- | --- |
| Patrick Farrelly          | Jacksonian Republican  | 4. März 1823 – 3. März 1825           | Redistrictet vom 15. Kongresswahlbezirk Pennsylvianas 1822 sowie 1824 wiedergewählt, Im Amt verstorben.                                                                            |
| Patrick Farrelly          | Jacksonian             | 4. März 1825 – 12. Januar 1826        | Redistrictet vom 15. Kongresswahlbezirk Pennsylvianas 1822 sowie 1824 wiedergewählt, Im Amt verstorben.                                                                            |
| Vakanz                    | Vakanz                 | 12. Januar 1826 – 14. März 1826       | |
| Thomas Hale Sill          | Adams                  | 14. März 1826 – 3. März 1827          | Gewählt, um Farrellys Wahlperiode zu beenden. |
| Stephen Barlow            | Jacksonian             | 4. März 1827 – 3. März 1829           | Gewählt 1826. Nicht wiedergewählt. |
| Thomas Hale Sill          | Anti-Jacksonian        | 4. März 1829 – 3. März 1831           | Gewählt 1828. Hat nicht wieder kandidiert. |
| John Banks                | Anti-Masonic Party     | 4. März 1831 – 3. März 1833           | Gewählt 1830. Redistrictet zum 24. Kongresswahlbezirk von Pennsylvania. |
| George Burd               | Anti-Jacksonian        | 4. März 1833 – 3. März 1835           | Redistrictet vom 13. Bezirk und 1832 wiedergewählt. |
| Job Mann                  | Jacksonian             | 4. März 1835 – 3. März 1837           | Gewählt 1834. Nicht wiedergewählt. |
| Charles Ogle              | Anti-Masonic Party     | 4. März 1837 – 3. März 1841           | Gewählt 1836. Wiedergewählt 1838. Gewählt 1840. Im Amt verstorben. |
| Charles Ogle              | Whig                   | 4. März 1841 – 10. Mai 1841           | Gewählt 1836. Wiedergewählt 1838. Gewählt 1840. Im Amt verstorben. |
| Vakanz                    | Vakanz                 | 10. Mai 1841 – 28. Juni 1841          | |
| Henry Black               | Whig                   | 28. Juni 1841 – 28. November 1841     | Gewählt, um Ogles Wahlperiode zu beenden. Im Amt verstorben. |
| Vakanz                    | Vakanz                 | 28. November 1841 – 21. Dezember 1841 | |
| James McPherson Russell   | Whig                   | 21. Dezember 1841 – 3. März 1843      | Gewählt, um Blacks Wahlperiode zu beenden. Kandidierte nicht erneut. |
| Andrew Stewart            | Whig                   | 4. März 1843 – 3. März 1849           | Erstmals gewählt 1842. Wiedergewählt 1844. Wiedergewählt 1846. Kandidierte nicht erneut.                                                                                           |
| Andrew Jackson Ogle       | Whig                   | 4. März 1849 – 3. März 1851           | Gewählt 1848. Nicht wiedergewählt. |
| John Littleton Dawson     | Democratic             | 4. März 1851 – 3. März 1853           | Gewählt 1850. Redistrictet zum 20. Kongresswahlbezirk. |
| John McCulloch            | Whig                   | 4. März 1853 – 3. März 1855           | Gewählt 1852. Kandidierte nicht wieder. |
| John Rufus Edie           | Opposition             | 4. März 1855 – 3. März 1857           | Erstmals gewählt 1854. Wiedergewählt 1856. Kandidierte nicht wieder. |
| John Rufus Edie           | Republican             | 4. März 1857 – 3. März 1859           | Erstmals gewählt 1854. Wiedergewählt 1856. Kandidierte nicht wieder. |
| Samuel Steel Blair        | Republican             | 4. März 1859 – 3. März 1863           | Erstmals gewählt 1858. Wiedergewählt 1860. Nicht wiedergewählt. |
| James Tracy Hale          | Independent Republican | 4. März 1863 – 3. März 1865           | Redistricted vom 15. Kongresswahlbezirk und wiedergewählt 1862. [Angabe 1864 fehlt]                                                                                                |
| Stephen Fowler Wilson     | Republican             | 4. März 1865 – 3. März 1869           | Erstmals gewählt 1864. Wiedergewählt 1866. Trat zurück, um im vierten Gerichtsbezirk von Pennsylvania Richter zu werden.                                                           |
| William Hepburn Armstrong | Republican             | 4. März 1869 – 3. März 1871           | Gewählt 1868. Nicht wiedergewählt. |
| Henry Sherwood            | Democratic             | 4. März 1871 – 3. März 1873           | Gewählt 1870. Nicht wiedergewählt. |
| Sobieski Ross             | Republican             | 4. März 1873 – 3. März 1875           | Gewählt 1872. Redistrictet zum 16. Bezirk |
| William Stenger           | Democratic             | 4. März 1875 – 3. März 1879           | Erstmals gewählt 1874. Wiedergewählt 1876. Nicht wiedergewählt. |
| Horatio Gates Fisher      | Republican             | 4. März 1879 – 3. März 1883           | Erstmals gewählt 1878. Wiedergewählt 1880. Kandidierte nicht wieder. |
| Louis E. Atkinson         | Republican             | 4. März 1883 – 3. März 1893           | Erstmals gewählt 1882. Wiedergewählt 1884. Wiedergewählt 186. Wiedergewählt 1888. Wiedergewählt 1890. Zog 1892 die Kandidatur zurück.                                              |
| Thaddeus Maclay Mahon     | Republican             | 4. März 1893 – 3. März 1903           | Erstmals gewählt 1892. Wiedergewählt 1894. Wiedergewählt 1896. Wiedergewählt 1898. Wiedergewählt 1900. Redistrictet zum 17. Bezirk.                                                |
| Marlin Edgar Olmsted      | Republican             | 4. März 1903 – 3. März 1913           | Redistrictet vom 14. Bezirk wiedergewählt 1902. Wiedergewählt 1904. Wiedergewählt 1906. Wiedergewählt 1908. Wiedergewählt 1910. Retired.                                           |
| Aaron Shenk Kreider       | Republican             | 4. März 1913 – 3. März 1923           | Erstmals gewählt 1912. Wiedergewählt 1914. Wiedergewählt 1916. Wiedergewählt 1918. Wiedergewählt 1920. Nicht wiedergewählt.                                                        |
| Edward M. Beers           | Republican             | 4. März 1923 – 21. April 1932         | Erstmals gewählt 1922. Wiedergewählt 1924. Wiedergewählt 1926. Wiedergewählt 1928. Wiedergewählt 1930. Verstarb im Amt.                                                            |
| Vakanz                    | Vakanz                 | 11. April 1932 – 8. November 1932     | |
| Joseph Franklin Biddle    | Republican             | 8. November 1932 – 3. März 1933       | Gewählt, um Beers’ Wahlperiode zu beenden. Trat zurück. |
| Benjamin K. Focht         | Republican             | 4. März 1933 – 27. März 1937          | Erstmals gewählt 1932. Wiedergewählt 1934. Wiedergewählt 1936. Im Amt verstorben.                                                                                                  |
| Vakanz                    | Vakanz                 | 27. März 1937 – 11. Mai 1937          | |
| Richard M. Simpson        | Republican             | 11. Mai 1937 – 3. Januar 1945         | Erstmals gewählt, um Fochts Wahlperiode zu beenden. Wiedergewählt 1938. Wiedergewählt 1940. Wiedergewählt 1942. Redistrictet zum 17. Bezirk.                                       |
| John C. Kunkel            | Republican             | 3. Januar 1945 – 3. Januar 1951       | Redistrictet vom 19. Wahlbezirk und wiedergewählt 1944. Wiedergewählt 1946. Wiedergewählt 1948.                                                                                    |
| Walter M. Mumma           | Republican             | 3. Januar 1951 – 3. Januar 1953       | Gewählt 1950. Redistrictet zum 16. Wahlbezirk. |
| Richard M. Simpson        | Republican             | 3. Januar 1953 – 7. Januar 1960       | Redistrictet vom 17. Wahlbezirk und wiedergewählt 1952. Wiedergewählt 1954. Wiedergewählt 1956. Wiedergewählt 1958. Im Amt verstorben.                                             |
| Vakanz                    | Vakanz                 | 7. Januar 1960 – 26. April 1960       | |
| Douglas Hemphill Elliott  | Republican             | 26. April 1960 – 19. Juni 1960        | Gewählt, um Simpsons Wahlperiode zu beenden. Beging im Amt Suizid. |
| Vakanz                    | Vakanz                 | 19. Juni 1960 – 8. November 1960      | |
| J. Irving Whalley         | Republican             | 8. November 1960 – 3. Januar 1963     | Erstmals gewählt um Elliots Wahlperiode zu beenden. Wiedergewählt für die nächste Wahlperiode 1960. Redistrictet zum 12. Wahlbezirk.                                               |
| Robert J. Corbett         | Republican             | 3. Januar 1963 – 25. April 1971       | Redistrictet vom 29. Wahlbezirk und wiedergewählt 1962. Wiedergewählt 1964. Wiedergewählt 1966. Wiedergewählt 1968. Wiedergewählt 1970. Im Amt verstorben.                         |
| Vakanz                    | Vakanz                 | 25. April 1971 – 2. November 1971     | |
| Henry John Heinz III      | Republican             | 2. November 1971 – 3. Januar 1977     | Erstmals gewählt, um Corbetts Wahlperiode zu beenden. Wiedergewählt 1972. Wiedergewählt 1974. Zurückgetreten, um für den Senat der Vereinigten Staaten zu kandidieren.             |
| Doug Walgren              | Democratic             | 3. Januar 1977 – 3. Januar 1991       | Erstmals gewählt 1976. Wiedergewählt 1978. Wiedergewählt 1980. Wiedergewählt 1982. Wiedergewählt 1984. Wiedergewählt 1986. Wiedergewählt 1988. Nicht wiedergewählt.                |
| Rick Santorum             | Republican             | 3. Januar 1991 – 3. Januar 1995       | Erstmals gewählt 1990. Wiedergewählt 1992. Zurückgetreten, um für den Senat der Vereinigten Staaten zu kandidieren.                                                                |
| Michael F. Doyle          | Democratic             | 3. Januar 1995 – 3. Januar 2003       | Erstmals gewählt 1994. Wiedergewählt 1996. Wiedergewählt 1998. Wiedergewählt 2000. Redistrictet zum 14. Wahlbezirk.                                                                |
| Tim Murphy                | Republican             | 3. Januar 2003 – 21. Oktober 2017     | Erstmals gewählt 2002. Wiedergewählt 2004. Wiedergewählt 2006. Wiedergewählt 2008. Wiedergewählt 2010. Wiedergewählt 2012. Wiedergewählt 2014. Wiedergewählt 2016. Zurückgetreten. |
| Vakanz                    | Vakanz                 | 21. Oktober 2017 – 13. März 2018      | |
| Conor Lamb                | Democratic             | 13. März 2018 – 3. Januar 2019        | Erstmals gewählt 2018, um Murphys Wahlperiode zu beenden. Redistrictet zum 17. Kongresswahlbezirk von Pennsylvania.                                                                |
| Michael F. Doyle          | Democratic             | 3. Januar 2019 –                      | Redistrictet vom 14. Wahlbezirk. Gewählt 2018 in neuen Distriktgrenzen. |

## Historische Distriktgrenzen

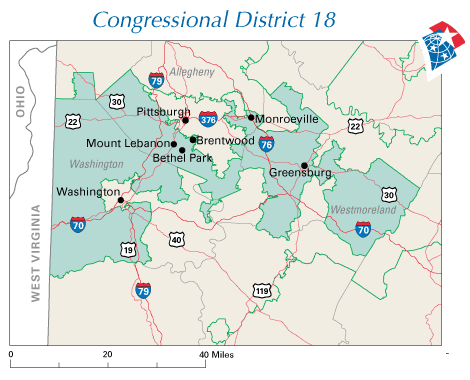
2005–2013